# Station Shoji
Station Shōji (小路駅, Shōji-eki) is een metrostation in de wijk Ikuno-ku, Osaka, Japan. Het wordt aangedaan door de Sennichimae-lijn. Het station ligt in een woonwijk en het stationsgebied wordt gekenmerkt door een aantal klinieken en (basis)scholen.

## Treindienst

### Sennichimae-lijn(stationsnummer S22)
| 1 | ■ Sennichimae-lijn | richting Minami-Tatsumi              |
| 2 | ■ Sennichimae-lijn | richting Namba, Awaza en Nodahanshin |

## Geschiedenis
Het station werd in 1981 geopend aan de Sennichimae-lijn.

## Overig openbaar vervoer
Bussen 11 en 12

## Stationsomgeving
- Autoweg 479
- 7-Eleven

Nodahanshin · Tamagawa · Awaza · Nishi-Nagahori · Sakuragawa · Namba ·  Nippombashi · Tanimachi Kyūchōme · Tsuruhashi · Imazato · Shin-Fukae · Shōji · Kita-Tatsumi · Minami-Tatsumi